# Kilomètre vertical Chiavenna-Lagùnc
Le kilomètre vertical Chiavenna-Lagùnc (en italien : Kilometro verticale Chiavenna-Lagùnc) est une compétition de kilomètre vertical disputée à Chiavenna en Italie. Il a été créé en 1986 sous le nom de Pianazzola-Lagùnc.

## Histoire
En 1982, un groupe d'amis de Chiavenna bâtit la chapelle Amici Madonna della Neve dans le hameau de Lagùnc situé sur les hauteurs du village. Parmi eux, Nicola Del Curto souhaite conserver cet esprit de camaraderie et crée en 1986 la cronoscalata Pianazzola-Lagùnc, une course de montagne en contre-la-montre reliant les hameaux de Pianazzola et Lagùnc en empruntant les anciens chemins muletiers,.
En 2000, afin de redynamiser l'évènement, les organisateurs décident de transformer la course en kilomètre vertical. Le départ est abaissé à Chiavenna afin d'atteindre un dénivelé d'environ 1 000 m.
En 2007, pour attirer les coureurs internationaux, le parcours est modifié afin d'être certifié comme kilomètre vertical. Le départ est déplacé de l'église de Loreto au départ de la Strada dei Morti di Pianazzola. L'arrivée est déplacée du centre de Lagùnc à l'entrée du hameau afin d'atteindre précisément 1 000 m de dénivelé. Le tracé est officiellement certifié par un géomètre-expert, faisant ainsi de l'épreuve le premier kilomètre vertical d'Italie certifié,.
La course accueille l'édition inaugaurale des championnats d'Italie de kilomètre vertical en 2012. Bernard Dematteis et Renate Rungger sont titrés.
En 2014, les organisateurs décident de déplacer la date de la course, traditionnellement courue fin juillet, à fin septembre. La nouvelle date permet d'éviter les chaleurs caniculaires et de réduire les conflits de dates avec d'autres épreuves. Les éditions suivantes ont lieu au début octobre.
La course rejoint le calendrier de la Coupe du monde de course en montagne 2020. À la suite de l'annulation de cette dernière en raison de la pandémie de Covid-19, l'épreuve est reconduite au calendrier 2021.

## Parcours
Le départ est donné au départ de la Strada dei Morti di Pianazzola à Chiavenna. Le parcours suit les anciens chemins muletiers de la région. Il monte jusqu'au hameau de Pianazzola puis jusqu'au hameau de Dolà. Il bifurque ensuite pour suivre le chemin qui mène au hameau de Lagùnc où est donné l'arrivée. Il mesure 3,298 km pour 1 000 m de dénivelé.

## Vainqueurs

### Pianazzola-Lagùnc
| Édition | Date | Hommes | Hommes           | Hommes      | Femmes | Femmes           | Femmes      |
| ------- | ---- | ------ | ---------------- | ----------- | ------ | ---------------- | ----------- |
|         |      | Rang   | Athlète          | Temps       | Rang   | Athlète          | Temps       |
| 1re     | 1986 | 1er    | Fabio Ciaponi    | 26 min 55 s |        |                  |             |
| 2e      | 1987 | 1er    | Giorgio Hafner   | 28 min 19 s |        |                  |             |
| 3e      | 1988 | 1er    | Georg Hafner     | 27 min 45 s |        |                  |             |
| 4e      | 1989 | 1er    | Luciano Irroneo  | 28 min 5 s  |        |                  |             |
| 5e      | 1990 | 1er    | Flavio Arrigoni  | 26 min 51 s |        |                  |             |
| 6e      | 1991 | 1er    | Enrico Tirinzoni | 27 min 59 s | 16e    | Roberta Balatti  | 40 min 16 s |
| 7e      | 1992 | 1er    | Flavio Arrigoni  | 28 min 0 s  | 19e    | Serena Irroneo   | 42 min 51 s |
| 8e      | 1993 | 1er    | Enrico Tirinzoni | 26 min 26 s | 19e    | Lucia Fanchi     | 40 min 44 s |
| 9e      | 1994 | 1er    | Enrico Tirinzoni | 26 min 54 s | 27e    | Silvia Del Curto | 40 min 48 s |
| 10e     | 1995 | 1er    | Angelo Rossi     | 26 min 46 s | 28e    | Silvia Del Curto | 43 min 38 s |
| 11e     | 1996 | 1er    | Stefano Lumina   | 27 min 31 s | 21e    | Zita Rogantini   | 47 min 2 s  |
| 12e     | 1997 | 1er    | Fausto Lizzoli   | 26 min 19 s | 28e    | Marina Testini   | 38 min 14 s |
| 13e     | 1998 | 1er    | Fausto Lizzoli   | 26 min 15 s | 36e    | Stefania Fendoni | 38 min 24 s |
| 14e     | 1999 | 1er    | Dario Fracassi   | 26 min 5 s  | 33e    | Marina Testini   | 36 min 9 s  |

### Kilomètre vertical
| Édition | Date | Hommes | Hommes             | Hommes      | Femmes | Femmes                 | Femmes      |
| ------- | ---- | ------ | ------------------ | ----------- | ------ | ---------------------- | ----------- |
|         |      | Rang   | Athlète            | Temps       | Rang   | Athlète                | Temps       |
| 15e     | 2000 | 1er    | Fabio Ciaponi      | 36 min 10 s | 21e    | Ivana Iozzia           | 44 min 46 s |
| 16e     | 2001 | 1er    | Marco De Gasperi   | 36 min 0 s  | 13e    | Ivana Iozzia           | 43 min 27 s |
| 17e     | 2002 | 1er    | Carlo De Gasperis  | 37 min 12 s | 13e    | Ivana Iozzia           | 44 min 34 s |
| 18e     | 2003 | 1er    | Davide Trincavelli | 37 min 6 s  | 14e    | Alessandra Valgoi      | 45 min 59 s |
| 19e     | 2004 | 1er    | Davide Trincavelli | 37 min 26 s | 14e    | Alessandra Valgoi      | 45 min 36 s |
| 20e     | 2005 | 1er    | Antonio Cappello   | 36 min 34 s | 38e    | Lorena Martinucci      | 49 min 29 s |
| 21e     | 2006 | 1er    | Dario Songini      | 36 min 41 s | 29e    | Alessandra Valgoi      | 48 min 47 s |
| 22e     | 2007 | 1er    | Davide Panzeri     | 35 min 27 s | 39e    | Pierangela Baronchelli | 45 min 14 s |
| 23e     | 2008 | 1er    | Marco De Gasperi   | 31 min 42 s | 32e    | Alessandra Valgoi      | 44 min 6 s  |
| 24e     | 2009 | 1er    | Marco De Gasperi   | 32 min 35 s | 19e    | Maria Grazia Roberti   | 40 min 34 s |
| 25e     | 2010 | 1er    | Martin Dematteis   | 31 min 1 s  | 12e    | Valentina Belotti      | 38 min 50 s |
| 26e     | 2011 | 1er    | Martin Dematteis   | 31 min 34 s | 18e    | Valentina Belotti      | 39 min 1 s  |
| 27e     | 2012 | 1er    | Bernard Dematteis  | 30 min 55 s | 38e    | Renate Rungger         | 40 min 31 s |
| 28e     | 2013 | 1er    | Bernard Dematteis  | 30 min 30 s | 16e    | Valentina Belotti      | 37 min 43 s |
| 29e     | 2014 | 1er    | Nicola Golinelli   | 32 min 11 s | 35e    | Alice Gaggi            | 40 min 26 s |
| 30e     | 2015 | 1er    | Bernard Dematteis  | 32 min 27 s | 22e    | Antonella Confortola   | 39 min 39 s |
| 31e     | 2016 | 1er    | Petro Mamu         | 31 min 42 s | 26e    | Valentina Belotti      | 38 min 17 s |
| 32e     | 2017 | 1er    | Michele Boscacci   | 32 min 44 s | 11e    | Andrea Mayr            | 35 min 54 s |
| 33e     | 2018 | 1er    | Johan Bugge        | 32 min 13 s | 18e    | Andrea Mayr            | 35 min 40 s |
| 34e     | 2019 | 1er    | Henri Aymonod      | 32 min 14 s | 55e    | Elisa Compagnoni       | 43 min 35 s |
| 35e     | 2020 | 1er    | Henri Aymonod      | 32 min 31 s | 45e    | Sarah McCormack        | 39 min 3 s  |
| 36e     | 2021 | 1er    | Henri Aymonod      | 31 min 41 s | 13e    | Andrea Mayr            | 35 min 42 s |
| 37e     | 2022 | 1er    | Jacob Adkin        | 32 min 11 s | 18e    | Andrea Mayr            | 36 min 34 s |
| 38e     | 2023 | 1er    | Henri Aymonod      | 31 min 34 s | 17e    | Philaries Kisang       | 38 min 42 s |
| 39e     | 2024 | 1er    | Andrea Elia        | 31 min 8 s  | 17e    | Scout Adkin            | 37 min 57 s |

 Record de l'épreuve